# Ouverture tragica
L'Ouverture tragica (in tedesco: Tragische Ouvertüre), op. 81, è un'ouverture scritta da Johannes Brahms durante l'estate del 1880. La sua prima esecuzione avvenne il 26 dicembre dello stesso anno, al Musikverein di Vienna con Hans Richter (direttore d'orchestra). Una performance standard dura, generalmente, tra i dodici ed i quindici minuti.
Brahms scelse il titolo "Ouverture tragica" per enfatizzare il severo e tormentato tema di questa composizione, un movimento sinfonico a sé stante, in forte contrasto con l'esuberanza di un altro pezzo che, sempre nella forma di Ouverture, scrisse nello stesso anno: la Akademische Fest-Ouverture op. 80. Nonostante il nome, questa Ouverture tragica non segue alcuno schema drammatico. Brahms non era molto interessato alle narrazioni musicali, ma fu bensì molto più attratto da pezzi che impressionassero emotivamente il suo pubblico. Fu lo stesso compositore, delineando le caratteristiche delle due Ouverture, che dichiarò che "una ride mentre l'altra piange".
L'Ouverture tragica comprende tre sezioni principali, tutte in re minore.
- Allegro ma non troppo
- Molto più moderato
- Tempo primo ma tranquillo.

## Organico strumentale
Questa composizione fu concepita per ottavino, due flauti, due oboi, due clarinetti, due fagotti, quattro corni, due trombe, tre tromboni, tuba, timpani ed archi.